# Іст-Вайтленд Тауншип (округ Честер, Пенсільванія)
Іст-Вайтленд Тауншип (англ. East Whiteland Township) — селище (англ. township) в США, в окрузі Честер штату Пенсільванія. Населення — 13 917 осіб (2020).

## Демографія
Згідно з переписом 2010 року, у селищі мешкало 10 650 осіб у 3632 домогосподарствах у складі 2608 родин. Було 3813 помешкання
Расовий склад населення:
| - 80,9 % — білих - 11,6 % — азіатів - 3,3 % — чорних або афроамериканців - 0,2 % — корінних американців - 2,5 % — осіб інших рас |

До двох чи більше рас належало 1,5 %. Частка іспаномовних становила 6,9 % від усіх жителів.
За віковим діапазоном населення розподілялося таким чином: 23,9 % — особи молодші 18 років, 64,3 % — особи у віці 18—64 років, 11,8 % — особи у віці 65 років та старші. Медіана віку мешканця становила 37,4 року. На 100 осіб жіночої статі у селищі припадало 91,1 чоловіків;  на 100 жінок у віці від 18 років та старших — 88,0 чоловіків також старших 18 років.
Середній дохід на одне домашнє господарство  становив 118 365 доларів США (медіана — 91 109), а середній дохід на одну сім'ю — 132 954 долари (медіана — 114 265). Медіана доходів становила 67 007 доларів для чоловіків та 53 900 доларів для жінок. За межею бідності перебувало 4,9 % осіб, у тому числі 3,5 % дітей у віці до 18 років та 9,4 % осіб у віці 65 років та старших.
Цивільне працевлаштоване населення становило 5916 осіб. Основні галузі зайнятості: науковці, спеціалісти, менеджери — 27,3 %, освіта, охорона здоров'я та соціальна допомога — 17,1 %, фінанси, страхування та нерухомість — 11,3 %, виробництво — 10,2 %.